# Scipione (Maler)
 Scipione, eigentlich Gino Bonicho (* 25. Februar 1904 in Macerata; † 9. November 1933 in Arco, Trento), war ein italienischer Maler und Schriftsteller.

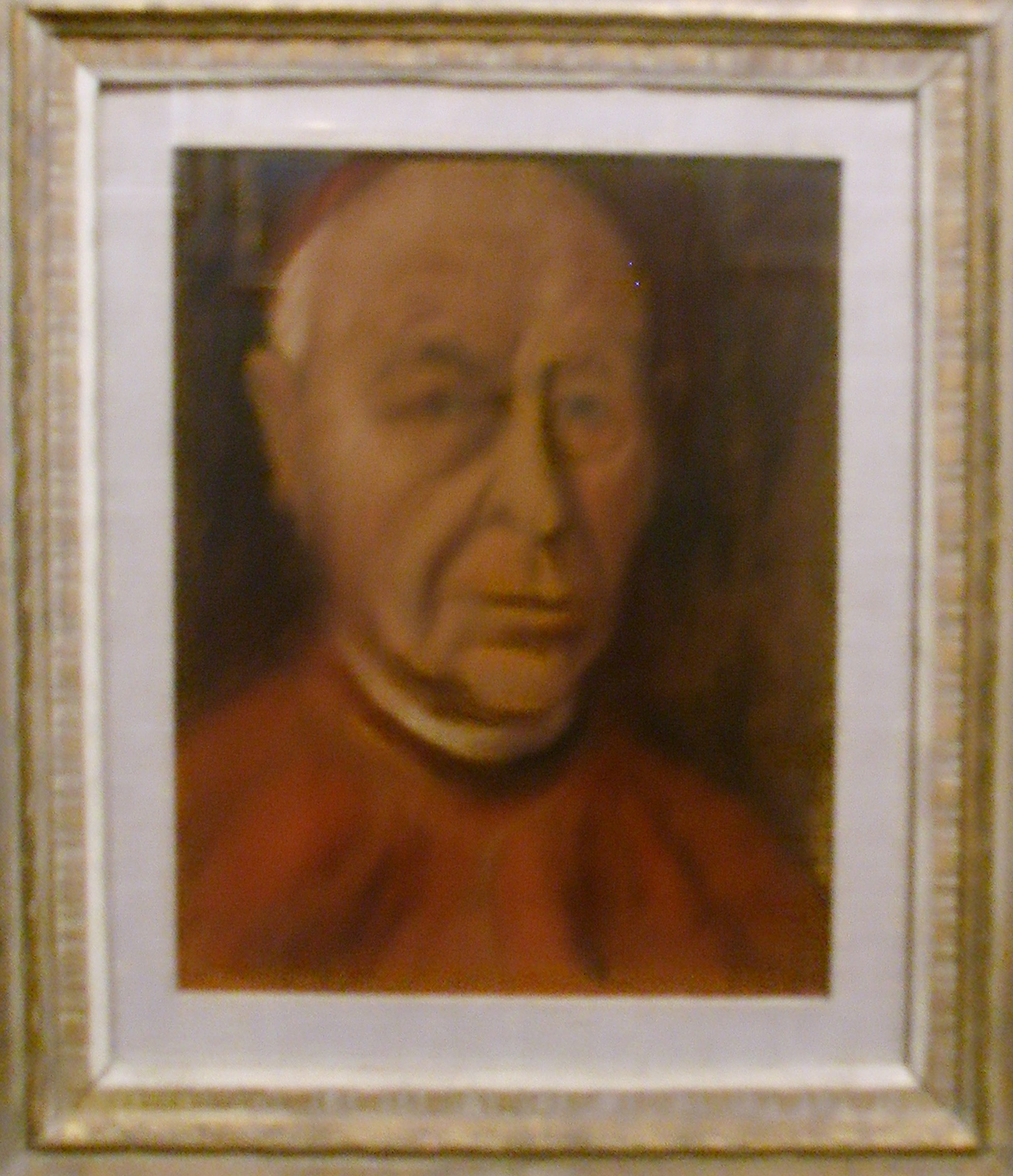
Scipione (Gino Bonichi): Porträtentwurf für Kardinal Vannutelli, 1929

## Leben
Scipione zog 1909 nach Rom. 1919 erlitt er eine Lungenerkrankung, die ihn ab 1924 zu Sanatoriumsaufenthalten zwang.
Ebenfalls 1924 hatte Scipione seine erste Begegnung mit dem Maler Mario Mafai, mit dem er fortan ständig zusammenarbeitete. Die beiden studierten in der Aktklasse an der Accademia di Belle Arti in Rom. 1925 mussten sie die Schule nach einem Streit mit deren Direktor verlassen. 1928 gründete Scipione zusammen mit Mafai und Renato Marino Mazzacurati die Scuola Romana („Römische Schule“, auch Scuola di via Cavour genannt).
Er starb im Alter von 29 Jahren an Tuberkulose.

## Schaffen
Scipione war ebenfalls als Zeichner, Schriftsteller und Dichter tätig.
Seine Werke sind von internationaler Relevanz und wurden z. B. auf der documenta 1 im Jahr 1955 in Kassel und auch auf der documenta III (1964) gezeigt.

## Werke
- Studio per il Cardinale Decano. Verschiedene Medien auf Papier, 1929.[1]
- Étude pour Gli uomini che si voltano. Öl auf Leinwand, 1930.[1]
- Poesie e prose. (= Parole di Charta 16). Hrsg. von Brunella Antomarini. Ed. Charta, Mailand 2001, ISBN 88-8158-329-1.

## „Scuola Romana“
Als Vorläufer der „Römischen Schule“ gelten unter anderem Maler wie El Greco oder Marc Chagall und andere Künstler, wie deutsche und französische Expressionisten. Die Künstler der „Römischen Schule“ verwenden surrealistische und expressionistische Ausdrucksformen.
Die Scuola Romana wendet sich gegen die konservative Bewegung des Novecento. Dieser werfen sie Konservatismus, faschistische Tendenzen und den Hang zum Neoromantismus vor.